# Leonardo Mina Polo
Leonardo Mina Polo (Buenaventura, Valle del Cauca, Colombia; 5 de enero de 1977) es un exfutbolista colombiano. Jugaba de delantero. 

## Clubes
| Club                 | País                | Año                 | Partidos | Goles |
| -------------------- | ------------------- | ------------------- | -------- | ----- |
| Deportivo Cali       | Colombia            | 1999                | 17       | 4     |
| Alianza Lima         | Perú                | 2000                | 0        | 0     |
| Deportivo Cali       | Colombia            | 2001 - 2002         | 45       | 19    |
| Colón                | Argentina           | 2002                | 11       | 0     |
| Atlético Nacional    | Colombia            | 2003                | 6        | 0     |
| Aucas                | Ecuador             | 2003                | 14       | 2     |
| Cortuluá             | Colombia            | 2004                | 31       | 8     |
| América de Cali      | Colombia            | 2005                | 12       | 2     |
| Deportes Tolima      | Colombia            | 2005                | 17       | 7     |
| Cúcuta Deportivo     | Colombia            | 2006                | 13       | 4     |
| Deportes Quindío     | Colombia            | 2006                | 11       | 2     |
| Junior               | Colombia            | 2007                | 6        | 1     |
| América de Cali      | Colombia            | 2007                | 10       | 0     |
| Atlético Bucaramanga | Colombia            | 2008                | 14       | 1     |
| América de Cali      | Colombia            | 2009                | 1        | 0     |
| Ayacucho             | Perú                | 2010                | 39       | 22    |
| Cobresol             | Perú                | 2011                | 19       | 2     |
| Total en su carrera  | Total en su carrera | Total en su carrera | 266      | 84    |